# Agrias nigrofasciata
Agrias nigrofasciata är en fjärilsart som beskrevs av Peter William Michael 1929. Agrias nigrofasciata ingår i släktet Agrias och familjen praktfjärilar. Inga underarter finns listade i Catalogue of Life.